# Lambertus Cuppen
Lambertus Cuppen (Escharen, 15 oktober 1835 – aldaar, 12 december 1910) was een Nederlandse burgemeester.
Lambertus Cuppen was een zoon van Jan Cuppen en Lamberdina Poels. Hij werd in 1886 benoemd tot burgemeester van de gemeente Escharen. In 1892 en 1898 werd zijn ambtsperiode verlengd. Begin 1910 nam hij ontslag.
Cuppen trouwde op 3 mei 1873 met Wilhelmina Lange uit Mill. Hij was naast burgemeester ook landbouwer.